# 謝芯兒
謝芯兒（英語：Jeannie Tse Sum Yee，1992年2月12日—），本名謝文欣，香港女歌手、節目女主持及女演員，曾為無綫電視經理人合約藝人。由於其外貌酷似日本女子音樂組合AKB48成員渡邊麻友，因此有港版麻友的外號。2013年跟星夢娛樂（TVB Music Group之前身）簽歌星約，2018年才正式以歌手身分出道，推出第一首派台作品《其實我牽掛》，並於《2018年度勁歌金曲頒獎典禮》獲頒「最受歡迎新人獎」。2020年轉投天盟娛樂並推出加盟新公司後的第一首派台作品《偶像傳奇》。

## 簡歷
謝芯兒曾就讀聖保祿學校，畢業於香港理工大學應用科學及紡織學院服裝與紡織系高級文憑。她曾參加2011年《FACE》舉辦的《USTAR大專校花校草大選》，後獲當時星煥國際老闆何哲圖賞識，簽約成為旗下歌手。因其樣貌跟同公司的無綫電視女藝人鍾嘉欣相似，2013年應邀擔任《鍾嘉欣Love Love Love演唱會2013》表演嘉賓而為人熟悉，及後推出首支單曲及電影《微交少女》主題曲《雲端》，其獨特聲線大受好評。同年，她加盟由星煥國際轉化而成的星夢娛樂，繼而正式成為無綫電視經理人合約藝員，並入讀第27期藝員訓練班。訓練班畢業後，她積極投身演藝事業及多個主持工作，曾因在劇集《東坡家事》讓網民發現其外貌極似日本女子音樂組合AKB48成員渡邊麻友，而獲稱為「港版麻友」。
2018年初，謝芯兒回復歌手身份且正式出道，第一首派台作品為《其實我牽掛》，第二首派台作品為《若無其事》，兩首派台歌曲成為《2018年度勁歌金曲優秀選》得獎歌曲，更她讓於《2018年度勁歌金曲頒獎典禮》獲頒「最受歡迎新人獎」。2019年，星夢娛樂沒有替她推出任何歌曲，甚至連主唱無綫電視劇集歌曲的機會也沒有，只獲無綫電視安排繼續擔任《勁歌金曲》主持。故此到2020年1月約滿後，她便離開星夢娛樂而轉投天盟娛樂，並在同年4月21日推出第三首派台作品《偶像傳奇》。
2023年，她將本名謝文欣改成現時藝名，又身兼化妝師和開辦私人化妝課程。同年7月在社交平台宣布成功申請國泰空中服務員職位，並已完成入職培訓，又貼出自己職員證及穿上空姐服裝的照片。

## 音樂作品

### 單曲
| 年份   | 歌名       | 備註                       |
| 2013年 | 無可奈何   |                            |
| 2014年 | 雲端       | 電影《微交少女》主題曲     |
| 2018年 | 其實我牽掛 | 首支派台歌曲               |
| 2018年 | 若無其事   |                            |
| 2020年 | 偶像傳奇   | 轉投天盟娛樂後首支派台歌曲 |
| 2020年 | 不痛不快   |                            |
| 2020年 | 沉船       |                            |

### 派台歌曲成績
| 派台歌曲成績（四台） | 派台歌曲成績（四台） | 派台歌曲成績（四台） | 派台歌曲成績（四台） | 派台歌曲成績（四台） | 派台歌曲成績（四台） | 派台歌曲成績（四台）                               | 派台歌曲成績（四台）                               |
| -------------------- | -------------------- | -------------------- | -------------------- | -------------------- | -------------------- | -------------------------------------------------- | -------------------------------------------------- |
| 唱片                 | 歌曲                 | 903                  | RTHK                 | 997                  | TVB                  | 備註                                               | 備註                                               |
| 2018年               |                      |                      |                      |                      |                      |                                                    |                                                    |
|                      | 其實我牽掛           | -                    | 18                   | 16                   | 1                    | 首支冠軍歌 出道作品 加拿大至 HIT 中文歌曲排行榜: 8 | 首支冠軍歌 出道作品 加拿大至 HIT 中文歌曲排行榜: 8 |
|                      | 若無其事             | -                    | -                    | -                    | 2                    |                                                    |                                                    |
| 派台歌曲成績（五台） |                      |                      |                      |                      |                      |                                                    |                                                    |
| 唱片                 | 歌曲                 | 903                  | RTHK                 | 997                  | TVB                  | ViuTV                                              | 備註                                               |
| 2020年               |                      |                      |                      |                      |                      |                                                    |                                                    |
|                      | 偶像傳奇             | -                    | -                    | -                    | 3                    | ×                                                  |                                                    |
|                      | 不痛不快             | -                    | -                    | -                    | -                    | ×                                                  |                                                    |
|                      | 沉船                 | -                    | -                    | 20                   | 3                    | ×                                                  |                                                    |

| 各台冠軍歌總數 | 各台冠軍歌總數 | 各台冠軍歌總數 | 各台冠軍歌總數 | 各台冠軍歌總數 | 各台冠軍歌總數    | 各台冠軍歌總數    |
| -------------- | -------------- | -------------- | -------------- | -------------- | ----------------- | ----------------- |
| 四台a          | 903            | RTHK           | 997            | TVB            | 備註              | 備註              |
| 四台a          | 0              | 0              | 0              | 1              | 四台冠軍歌總數：0 | 四台冠軍歌總數：0 |
| 五台b          | 903            | RTHK           | 997            | TVB            | ViuTV             | 備註              |
| 五台b          | 0              | 0              | 0              | 0              | 0                 | 五台冠軍歌總數：0 |

- （*）仍在榜上
- （-）未能上榜
- （×）沒有派往該台
- （(1)）兩週冠軍
- ^  注解a：包括2020年後的冠軍歌曲
- ^  注解b：2020年起

## 演出作品

### 電視劇（無綫電視）
| 年份   | 劇名              | 角色               |
| 2014年 | 愛·回家           | Ally               |
| 2014年 | 愛·回家           | 金智賢             |
| 2014年 | 使徒行者          | 陪酒女郎           |
| 2014年 | 使徒行者          | 法學院畢業生       |
| 2014年 | 使徒行者          | 徐家寶下屬         |
| 2014年 | 使徒行者          | 授勳儀式助手       |
| 2015年 | 四個女仔三個BAR   | 與岑麗清相似的女子 |
| 2015年 | 潮拜武當          | 楊晴瑚四妹         |
| 2015年 | 陪著你走          | 少女               |
| 2015年 | 張保仔            | 女主持             |
| 2015年 | 東坡家事          | 紅梅               |
| 2015年 | 梟雄              | 女工人             |
| 2015年 | 實習天使          | Wendy              |
| 2016年 | 鐵馬戰車          | 韓佳人             |
| 2016年 | 潮流教主          | 助理編輯           |
| 2016年 | 殭                | 女人               |
| 2016年 | 完美叛侶          | 年輕少女           |
| 2018年 | 大帥哥            | 阿芬               |
| 2022年 | 美麗戰場          | 雯雯               |
| 2022年 | 法證先鋒V         | 軍裝警員           |
| 2022年 | 愛·回家之開心速遞 | 哨牙芳             |
| 2023年 | 隱形戰隊          | 蔡燕芬             |

### 電視劇（亞洲心動娛樂）
| 年份   | 劇名     | 角色  |
| 2022年 | 逐流時代 | Cindy |

### 主持節目（無綫電視）
| 年份            | 節目名                     |
| 2015年 - 2020年 | 無間音樂                   |
| 2015年 - 2021年 | 勁歌金曲                   |
| 2015年 - 2021年 | 樂勢力                     |
| 2015年 - 2016年 | 一綫娛樂                   |
| 2015年          | 2015勁歌金曲優秀選第二回   |
| 2016年          | Busking不停音樂            |
| 2016年          | 2016勁歌金曲優秀選第一回   |
| 2016年          | 2016勁歌金曲優秀選第二回   |
| 2017年          | 冬日Busking樂團            |
| 2017年          | 2017勁歌金曲優秀選第一回   |
| 2017年          | 2017勁歌金曲優秀選第二回   |
| 2018年          | 萬千星輝頒獎典禮王者前哨戰 |
| 2019年          | 2019勁歌金曲優秀選第一回   |
| 2019年          | 2019勁歌金曲優秀選第二回   |
| 2022年 - 2023年 | 周末集結                   |

### 廣告 / 代言
| 年份   | 品牌名           | 備註 / 內容                                                               |
| 2016年 | 農本方中醫診所   | 首次擔任廣告代言人                                                        |
| 2023年 | 開利冷氣（香港） | 冷氣到底係邊個發明？【冷氣教父 - 開利博士】 - R32雪種變頻式窗口機、分體機 |

## 獎項
2018年
- 第三屆VIP音樂榜頒獎典禮 - VIP熱播新人金獎
- 全球華語金曲獎2018 - 音樂平台新人獎
- 第5屆粵語歌曲排行榜頒獎典禮 - 最受歡迎新人獎
- 2018勁歌金曲優秀選第一回 - 得獎歌曲《其實我牽掛》
- 2018勁歌金曲優秀選第二回 - 得獎歌曲《若無其事》

2019年
- 2018年度勁歌金曲頒獎典禮 - 最受歡迎新人獎

2020年
- 2020勁歌金曲優秀選第一回 - 得獎歌曲《偶像傳奇》
- 2020勁歌金曲優秀選第二回 - 得獎歌曲《不痛不快》

2021年
- 2020年度勁歌金曲頒獎典禮 - 年度最佳進步獎 銀獎